# フリードリヒ・ロベルト・ヘルメルト

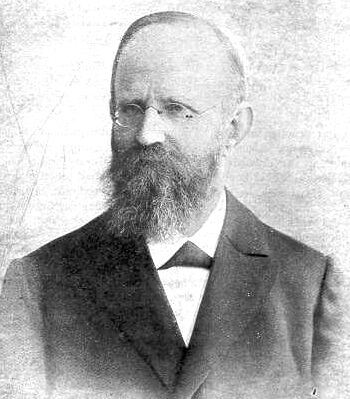
フリードリヒ・ロベルト・ヘルメルト

フリードリヒ・ロベルト・ヘルメルト（Friedrich Robert Helmert、1843年7月31日 - 1917年6月15日）は、ドイツの測地学者、数学者。誤差論においても多大な貢献を果たした。

## 生涯
ザクセン王国フライベルクの生まれ。工学を学ぶために1859年にドレスデン工科大学に入学したが、ここで測地学に興味を持つ。1867年に数学及び天文学の研究によりライプツィヒ大学にて博士号を取得した後、1870年に新設されたばかりのアーヘン工科大学の教員となり、1872年に同大学の教授に就任する。在職中に近代測地学の基礎となる "Die mathematischen und physikalischen Theorieen der höheren Geodäsie" を執筆（第1巻: 1880年、第2巻: 1884年）したほか、確率分布の一つであるカイ二乗分布を発見（1875年）した。
また、カール・フリードリヒ・ガウスにより測地学に導入された最小二乗法について、詳細な解説書を執筆（1872年）した。
地球楕円体の形状に係る楕円パラメータを決定したほか、測地座標系の座標変換などで用いられる「ヘルメルト変換」や、正標高の一種である「ヘルメルト高」でもその名が知られる。
1886年からベルリン大学教授兼任でポツダムのプロイセン測地研究所  (de:Königlich Preußisches Geodätisches Institut) の所長に就任し、亡くなる1917年の直前まで同所長を務めた。この間、国際地球回転・基準系事業の前身である "Internationaler Erdrotationsdienst" の設立に携わったほか、プロイセン科学アカデミー及びアッカデーミア・デイ・リンチェイの会員を歴任した。
ベルリン大学には当時東京帝国大学理科大学助教授であった寺田寅彦が、プロイセン測地研究所には陸地測量部の杉山正治陸地測量師がそれぞれ留学し、ヘルメルトの教えを受けている。